# Barnesville (Minnesota)
Barnesville é uma cidade localizada no estado americano de Minnesota, no Condado de Clay.

## Demografia
Segundo o censo americano de 2000, a sua população era de 2173 habitantes. 
Em 2006, foi estimada uma população de 2295, um aumento de 122 (5.6%).

## Geografia
De acordo com o United States Census Bureau tem uma área de 
5,4 km², dos quais 5,4 km² cobertos por terra e 0,0 km² cobertos por água. Barnesville localiza-se a aproximadamente 312 m acima do nível do mar.

## Localidades na vizinhança
O diagrama seguinte representa as localidades num raio de 28 km ao redor de Barnesville. 